# SummerSlam (2003)
SummerSlam 2003 fue la decimosexta edición de SummerSlam, un evento pago por visión de lucha libre profesional producido por la World Wrestling Entertainment (WWE). Tuvo lugar el 24 de agosto de 2003 desde el America West Arena en Phoenix, Arizona. El tema musical oficial fue "St. Anger" de Metallica.

## Producción
SummerSlam es un evento de pago por visión y de WWE Network que la WWE celebraba anualmente en agosto desde 1988. Apodado "La Mayor Fiesta del Verano", es uno de los cuatro pago por visión originales de la promoción, junto con WrestleMania, Royal Rumble y Survivor Series, conocidos como los "Cuatro Grandes", ya que son los mayores espectáculos del año de la promoción producidos trimestralmente. Se considera el segundo evento más importante del año de la WWE, por detrás de WrestleMania. El evento de 2003 fue el número 16 de la cronología de SummerSlam y contará con luchadores de las marcas Raw y SmackDown.  Su transmisión se dio a través de formato de Pay per view, siendo en vivo para más 50 países, y en diferido para unos 100 más. Se celebró el 24 de agosto de 2003, desde el America West Arena de Phoenix, Arizona. Asimismo, fue el primer evento de SummerSlam en incluir la estructura de la Elimination Chamber, la cual había debutado previamente en el evento de Survivor Series del año 2002.

## Antecedentes
- Tras varias defensas titulares exitosas, dentro de una conferencia relacionada con la promoción de SummerSlam, el Campeón Mundial Peso Pesado de la WWE Triple H fue programado a defender su título ante el recién llegado a la WWE Goldberg en un combate individual. No obstante, semanas posteriores al anuncio de dicho combate, el cogerente general de Raw "Stone Cold" Steve Austin modificó el encuentro por el título a uno dentro de una Elimination Chamber, incluyendo nuevos participantes en la lucha, tales como Randy Orton, Chris Jericho, Kevin Nash y Shawn Michaels.

## Resultados
- Lucha en HEAT: Matt Hardy derrotó a Zach Gowen por abandono. (0:00)
  - Hardy salió a luchar con Gowen, pero Gowen no pudo competir por las lesiones provocadas por Brock Lesnar días antes en SmackDown!. Hardy hizo al árbitro declararlo ganador por abandono.
- Lucha en HEAT: Rey Mysterio derrotó a Shannon Moore reteniendo el Campeonato Peso Crucero de la WWE. (2:03)
  - Mysterio cubrió a Moore con un "West Coast Pop".
- La Résistance (René Duprée & Sylvain Grenier) derrotaron a The Dudley Boyz (Bubba Ray Dudley & D-Von Dudley) (con Spike Dudley) reteniendo el Campeonato Mundial en Parejas de la WWE. (7:49)
  - Duprée cubrió a D-Von después de que un "camarógrafo", lo golpeara a D-Von con una cámara.
  - Después de la lucha, La Resistance atacaron a Spike Dudley.
- The Undertaker derrotó a A-Train (con Sable). (9:19)
  - The Undertaker cubrió a A-Train después de un "Chokeslam".
  - Después de la lucha, Sable y Stephanie McMahon comenzaron a pelear entre ellas.
- Shane McMahon derrotó a Eric Bischoff en un No Disqualification Falls Count Anywhere Match. (10:36)
  - McMahon cubrió a Bischoff después de un "Leap of Faith" a través de la mesa de comentaristas en español.
  - Originalmente era una lucha normal pero durante el combate, Bischoff cambio la estipulación a un Falls Count Anywhere sin Descalificación.
  - Durante la lucha, Jonathan Coachman intervino a favor de Bischoff, cambiando a heel.
  - Durante la lucha, "Stone Cold" Steve Austin atacó a Jonathan Coachman y le aplicó un "Stone Cold Stunner" a Bischoff cuando McMahon hizo que Bischoff y Coachman golpearan a Austin.
- Eddie Guerrero derrotó a Rhyno, Chris Benoit y Tajiri reteniendo el Campeonato de los Estados Unidos de la WWE. (10:50)
  - Guerrero cubrió a Rhyno después de un "Frog Splash" en la espalda.
- Kurt Angle derrotó a Brock Lesnar reteniendo el Campeonato de la WWE. (21:17)
  - Angle forzó a Lesnar a rendirse con un "Ankle lock".
  - Después de la lucha, Angle aplicó a Mr. McMahon un "Angle Slam" hacia una silla desdoblada.
- Kane derrotó a Rob Van Dam en un No Holds Barred Match. (12:49)
  - Kane cubrió a Van Dam después de un "Tombstone Piledriver" sobre una escalera metálica.
- Triple H (con Ric Flair) derrotó a Randy Orton, Chris Jericho, Goldberg, Kevin Nash y Shawn Michaels en un Elimination Chamber Match reteniendo el Campeonato Mundial Peso Pesado de la WWE. (19:12)
  - Triple H eliminó a Goldberg, ganando la lucha. (Ver detalles)
  - Esta fue la última lucha de Nash en WWE hasta su regreso en 2011.
  - Tras su eliminación, Nash atacó a Orton y Jericho con su "Jacknife Powerbomb".
  - En el transcurso del combate, Ric Flair interfirió ayudando a Triple H.
  - Después de la lucha, Evolution atacó a Goldberg.

## Otros roles
| Comentaristas de Raw - Jerry "The King" Lawler - Jim Ross General Mánager - Eric Bischoff - Raw - "Stone Cold" Steve Austin - Raw - Stephanie McMahon - SmackDown! Árbitros de RAW - Earl Hebner - Jack Doan - Nick Patrick - Charles Robinson - Chad Patton Árbitros de SmackDown! - Mike Chioda - Brian Hebner - Mike Sparks | Comentaristas de SmackDown! - Michael Cole - Tazz Anunciadores - Tony Chimel - Howard Finkel Comentaristas en español - Carlos Cabrera - Hugo Savinovich Otros - Jonathan Coachman - Lilian García - Vince McMahon - Mark Yeaton |